# Djafloden

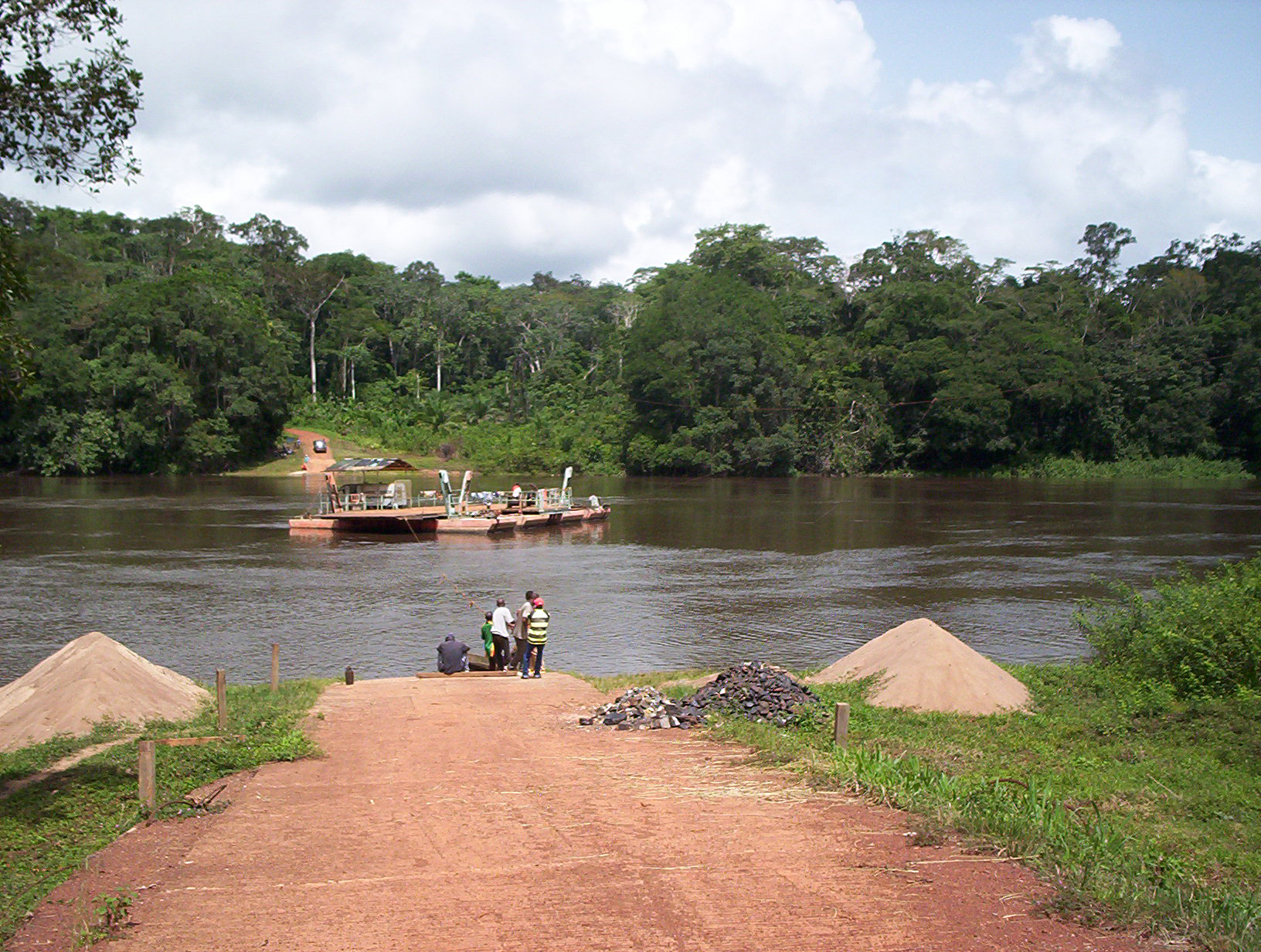
Färjepassage över Djafloden.

Djafloden (även Ngokofloden) är en flod i västra Centralafrika som utgör gränsflod mellan Kamerun och Kongo Brazzaville. Floden är 720 kilometer lång.
Djafloden omger nästan helt Djas faunareservat, och har fungerat som ett exploateringsskydd för regnskogen där. Floden mynnar ut i Sanghafloden, som i sin tur mynnar ut i Kongofloden.